# Aufrechnung
Aufrechnung (lat. compensatio) ist die Aufhebung von Forderungsrechten zwischen denselben Personen in der Weise, als dass verrechnet wird. Eine Forderung erlischt dann, wenn die Gegenforderung wirksam in gleicher Höhe geltend gemacht wird.

## Allgemeines
Die Aufrechnung setzt voraus, dass zwei Personen (Vertragsparteien) wechselseitig zueinander Schuldner und Gläubiger sind (gegenseitige Forderungen). Der Aufrechnung liegt der Gedanke zugrunde, dass nicht der eine auf die Schuld des anderen hin leistet und umgekehrt, sondern dass aus praktischen Erwägungen heraus saldiert wird. Voraussetzung dafür ist regelmäßig, dass eine Aufrechnungslage besteht, die Forderungen also auf Gegenseitigkeit beruhen, gleichartig, fällig und auch erfüllbar sind. In diesen Fällen ist ein saldierter Austausch denkbar, sodass auf ein getrenntes Hin- und Herzahlen verzichtet werden kann. Im Idealfall führt die Aufrechnung zur Erfüllung der Forderungen (rückwirkendes Erlöschen).

## Geschichte
Im klassischen römischen Recht zählte die Aufrechnung (compensatio) zum Prozessrecht. Die Aufrechnung war nicht Gegenstand eines Schuldaufhebungsgrundes (ex eadem causa), vielmehr erörterten die römischen Juristen sie im Zusammenhang mit der Prozessformel bonae fidei iudicium (guter Glaube), die dem Ermessenspielraum des Prätors unterfiel. Am ehesten vergleichbar ist diese prozessuale Figur mit dem heutigen Kontokorrent im Sinne des deutschen § 355 Abs. 1 HGB oder des schweizerischen Art. 117 OR. Über die Aufrechnung dieses Zuschnitts berichtet Gaius in seinen Institutionen. Nach Auffassung von Iulius Paulus verhielt sich allerdings arglistig, wer etwas forderte, was er alsbald wieder zurück zu gewähren hatte (lateinisch dolo agit, qui petit, quod redditurus est) (Arglisteinrede: exceptio doli).
Da die Aufrechnung als prozessuale Figur im Machtbereich des Prätors galt, war das Hin- und Herzahlen von Geldsummen in Zweipersonenverhältnissen noch eine zivilrechtliche Selbstverständlichkeit. Erst später erlosch die Forderung entweder durch Erfüllung (solutio), also Bewirkung der geschuldeten Leistung an den Gläubiger, oder aber durch Vereinigung von Schuld und Forderung in einer Hand (confusio) oder durch Aufrechnung. Der römische Konkursverwalter besaß das Recht der Aufrechnung, das noch heute in § 94 f. InsO verankert ist.
Als Tilgungsart von gegenseitigen Schulden erschien die Aufrechnung erstmals im mittelalterlichen römischen Brachylogus (III, 18), der etwa um das Jahr 1100 erschien. Es verfestigten sich später durch die Glossatoren zwei wesentliche Lehrmeinungen zur Entstehung der Aufrechnung. Nach Martinus Gosia (vor 1166) entstand die Aufrechnung kraft Gesetzes (ipso jure compensantur), was bedeutete, dass eine vom Parteiwillen unabhängige Legalaufrechnung vorlag. Diesem Gedanken folgen noch heute der französische Art. 1290 CC und der § 1438 ABGB. Anders Azo Portius (vor 1220); er ließ die Aufrechnung durch Aufrechnungserklärung der Parteien zu . Insoweit konnte durch einseitige Erklärung (ope exceptionis compensantur) vertraglich aufgerechnet werden. Martinus wollte die Forderungen im Moment ihres Gegenüberstehens automatisch erlöschen lassen, für Azo musste jemand die Aufrechnung erklären. Diese Ansätze sind sowohl in § 388 BGB, als auch in Art. 124 OR gesetzlich verankert.

## GeltungsbereichCommon Law
Aufrechnungswirkungen können im Common Law durch ein Gerichtsurteil herbeigeführt werden oder ausnahmsweise durch die vertraglich vereinbarte Aufrechnung. Beim Gerichtsprozess gibt es die Einrede der Aufrechnung (set off), die zur Klageabweisung führen kann, und die Widerklage (counterclaim). Die vertraglich herbeigeführte Aufrechnung (contractual set off) kommt vor, wo das Recht zur Aufrechnung auf einen Vertrag zurückgeht, ohne diesen aber eine Aufrechnung nicht möglich wäre. Konnexe Forderungen, die in engem Zusammenhang miteinander stehen, können miteinander aufgerechnet werden (transaction set off); ebenfalls möglich sind die Kontokorrentbeziehung (current account set off) und die Aufrechnung im Konkurs (retainer set off).

## Rechtslage in einzelnen Staaten
- Aufrechnung (Deutschland)
- Aufrechnung (Österreich)
- Verrechnung (Schweiz)